# Impulsivität
Impulsivität bezeichnet ein Verhalten, bei dem der Handelnde spontan und ohne jede Erwägung selbst naheliegender Konsequenzen auf Außenreize oder innere Impulse reagiert. Dabei wird auch von Leichtfertigkeit, Mangel an Selbstkontrolle oder Störung der Impulskontrolle gesprochen. Das Verhalten wirkt auf Außenstehende situationsunangemessen, unkontrolliert und unbedacht. Da Impulskontrolle keine angeborene Fähigkeit ist, können Säuglinge und Kleinkinder ihre Impulse noch nicht kontrollieren, ohne dass in diesen Fällen von Impulsivität gesprochen würde. Erst etwa im 4. Lebensjahr gelingt Bedürfnisaufschub.

## Hintergrund
Neben verbalen und motorischen Reaktionen kann Impulsivität auch das Denken eines Menschen beherrschen; es ist dann gekennzeichnet durch vorschnelle Schlussfolgerungen und Entscheidungsfindungen. Ein weiteres Merkmal kann die Unfähigkeit sein, vorübergehende Unannehmlichkeiten im Hinblick auf eine erst später zu erwartende Belohnung in Kauf zu nehmen (Frustrationstoleranz, Belohnungsaufschub).
Untersuchungen zeigten, dass bestimmte Faktoren wie eine erhöhte Impulsivität und die geringe Hemmung von Nervensignalen in Zusammenhang mit der Hirnaktivität im Frontallappen stehen. Sie können zahlreiche klinische Symptome beeinflussen. Ein geringerer P3-Ausschlag im EEG und die verminderte Aktivität im vorderen Hirnbereich kann daher als Risikofaktor für zahlreiche Verhaltensstörungen gelten wie unter anderem eine Alkoholabhängigkeit.

## Vorkommen
Impulsivität kann als Symptom bei einer Vielzahl verschiedener psychischer Störungen auftreten – insbesondere bei der Aufmerksamkeitsdefizit-/Hyperaktivitätsstörung (ADHS), der emotional instabilen Persönlichkeitsstörung bzw. der Borderline-Persönlichkeitsstörung und der antisozialen bzw. dissozialen Persönlichkeitsstörung.
Sie ist aber auch bei Psychopathie, Schizophrenie, Manie, Zwangsstörung (OCD), Tics und Tourette-Syndrom, Autismus und dem Fetalen Alkoholsyndrom (FAS) zu beobachten. Einige impulsive Verhaltensweisen werden im ICD-10 als Störungen der Impulskontrolle klassifiziert: z. B. Glücksspiel (pathologisches Spielen), zwanghafte Brandstiftung (Pyromanie), wiederkehrendes Stehlen ohne Motiv (Kleptomanie), Sexsucht (Hypersexualität) oder zwanghaftes Haarezupfen (Trichotillomanie).